# Edmond Haraucourt
Edmond Haraucourt (Bourmont, Alto Marne, 18 de octubre de 1856 - París, 17 de noviembre de 1941) fue un poeta, novelista, compositor, periodista, dramaturgo y conservador de museos francés.

## Biografía
Comenzó su carrera de escritor con la publicación de una recopilación muy vanguardista para su época, La Légende des sexes, poèmes hystériques et profanes ("La leyenda de los sexos, poemas histéricos y profanos"), aparecido en 1882 con el seudónimo de «Sire de Chambley» e incluyendo Sonnet pointu (Soneto espinoso), que prefigura los caligramas del poeta contemporáneo suyo conocido como Guillaume Apollinaire. Se desempeñó como conservador del Musée d'ethnographie du Trocadéro desde 1894 a 1903, así como del Musée national du Moyen Âge (hôtel de Cluny) desde 1903 a 1925. Una sextilla de él fue grabada en el zócalo de La Force brutale étouffant le génie, mármol del escultor Cyprian Godebski (1888, Musée de Toulon). Formó parte del grupo literario Les Hydropathes, y colaboró con la revista literaria La Jeune France. Fue presidente de la Société des gens de lettres desde 1920 a 1922.
Sus restos fueron inhumados en el cementerio del Père-Lachaise, en la propia capital francesa.
Como acción social póstuma, él y su esposa legaron sus propiedades en la Île-de-Bréhat en Bretaña (Côtes-d'Armor), a la Fundación de la «Cité Internationale Universitaire de Paris», para allí reunir profesores y estudiantes de diferentes nacionalidades, apostando por una mejor comprensión entre personas de diferentes culturas y diferentes lenguas, con el fin último de así apoyar la paz y combatir las injusticias y las guerras.
Tanto por su obra literaria como por su reconocida sensibilidad social, Edmond Haraucourt merecería ser mucho más recordado y valorado de lo que lo es hoy día, aunque esa parece no ser la opinión de José María Aguirre Ruiz.

## Rondel de l'adieu

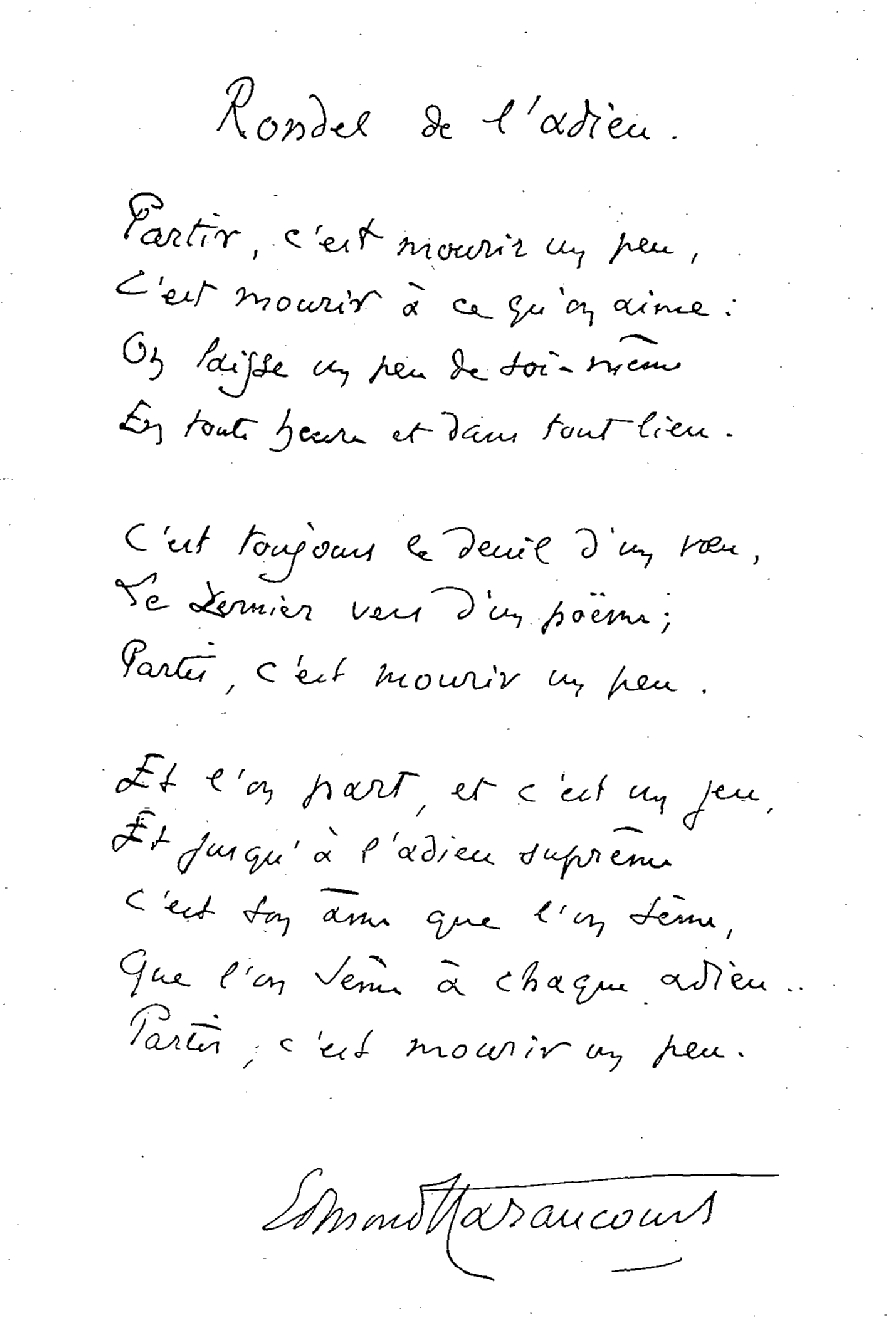
Manuscrito del poema Rondel de l'adieu.

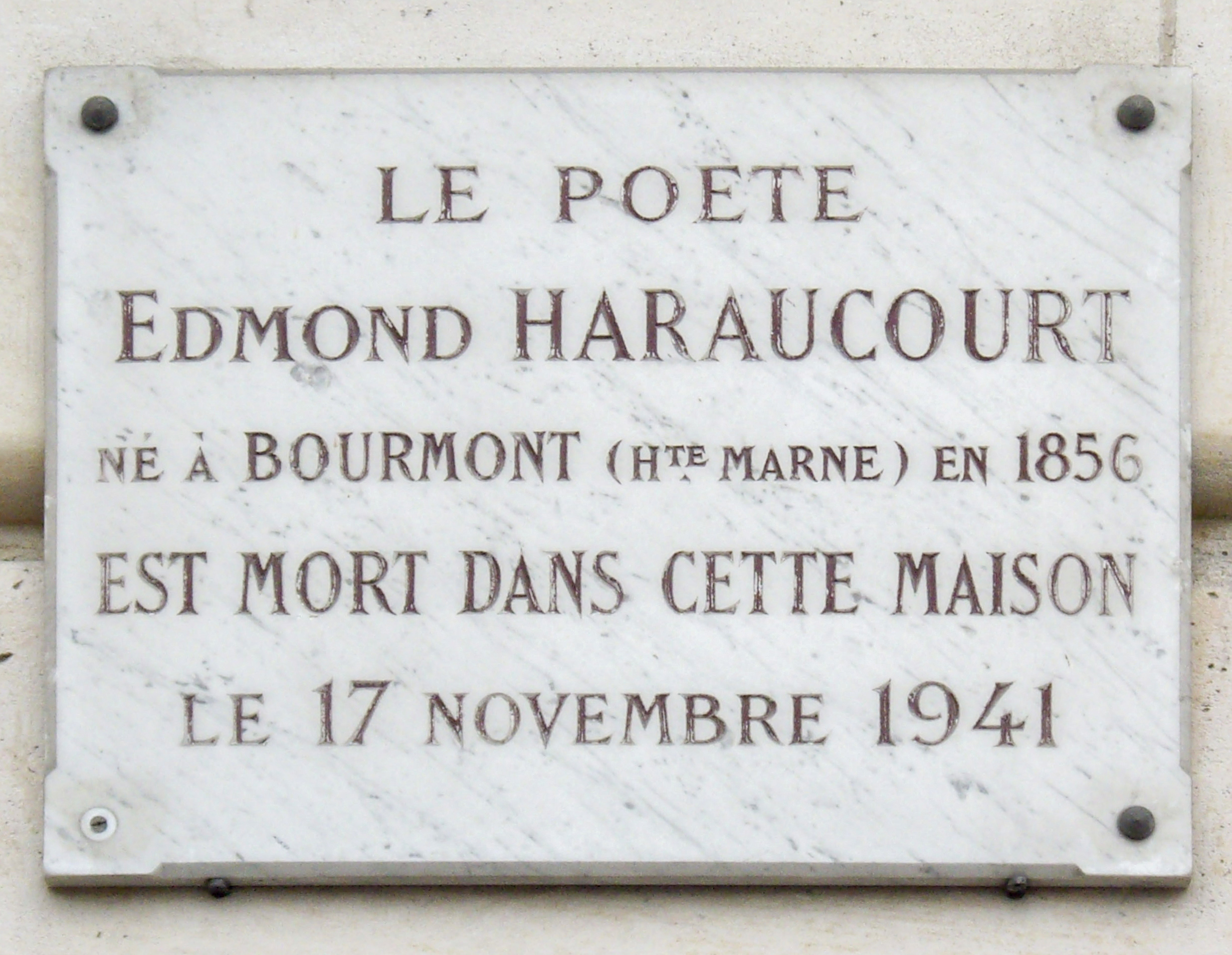
Placa en homenaje al poeta ubicada en el domicilio parisino de Edmond Haraucourt, en el n° 5 de quai aux Fleurs.

Uno de sus poemas más conocidos, Rondel de l'adieu (Rondel del adiós), que se publicó en Seul en 1890, fue hecho canción por Francesco Paolo Tosti en 1902.
Partir, c'est mourir un peu,
C'est mourir à ce qu'on aime ;
On laisse un peu de soi-même
En toute heure et dans tout lieu.
C'est toujours le deuil d'un vœu,
Le dernier vers d'un poème ;
Partir, c'est mourir un peu.
Et l'on part, et c'est un jeu,
Et jusqu'à l'adieu suprême
C'est son âme que l'on sème,
Que l'on sème à chaque adieu...
Partir, c'est mourir un peu.

## Obras
- La Légende des sexes, poèmes hystériques et profanes, 1882
- L’Âme nue, 1885
- Amis, roman, 1887
- Seul, roman en vers, 1890
- L'Antechrist, 1893
- L'Effort. La Madone. L'Antéchrist. L'Immortalité. La Fin du monde, 1894
- Don Juan de Mañara, 1898
- Jean Bart, 1900
- Les Naufragés, 1902
- Les Benoît, 1904
- La Peur, 1907
- Dieudonat, novela, 1912
- Daâh, le premier homme, novela, 1914
- La Démoralisation par le livre et par l'image, 1917
- Choix de poésies, 1922
- L'Oncle Maize, 1922
- Vertige d'Afrique, novela, 1922
- L'Histoire de la France expliquée au musée de Cluny, 1922
- L'Amour et l'Esprit gaulois à travers l'histoire du XVe au XXe siècle, 4 vol, 1927-1929
- Autre temps, litografías y dibujos de Charles Léandre, 1930
- Le Livre de mon chien, 1939
- Mémoires des jours et des gens, 1946

Varias de las obras de Edmond Haraucourt fueron traducidas a otros idiomas; es de destacar la traducción hecha al español por Adolfo León Gómez, de su obra titulada "El canto del gallo".

### Obras dramáticas y musicales
- Shylock, comedia en tres actos y siete cuadros, en verso, según William Shakespeare, música de Gabriel Fauré, París, théâtre de l'Odéon, 14 de diciembre de 1889
- La Passion, misterio en dos cantos y seis partes, París, Cirque d'hiver, 4 de abril de 1890
- Héro et Léandre, poema dramático en tres actos, música de Paul L. Hillemacher, París, Le Chat noir, 24 de noviembre de 1893
- Don Juan de Mañara, drama en cinco actos, en verso, romance y música de escena de Paul Vidal, París, théâtre de l'Odéon, 8 de marzo de 1898
- Jean Bart, drama nuevo en cinco actos y siete cuadros, París, théâtre de la Porte-Saint-Martin, 5 de abril de 1900
- Les Oberlé, pieza en cinco actos, según la novela de René Bazin, París, théâtre de la Gaîté, 17 de noviembre de 1905
- Quatre Poèmes d’Edmond Haraucourt, música de Charles Koechlin, obras vocales con orquesta, opus 7, 1905
- Circé, poema lírico en tres actos, música de Paul L. Hillemacher, París, théâtre national de l'Opéra-Comique, 17 de abril de 1907

### Paroles de chansons
- Ouvre, canción (palabras y música), interpretada por Suzy Solidor, 1933
- Le Bleu des bleuets, cantada por Mathé Altéry
- Chanson de l'adieu, cantada por Mathé Altéry